# The Age of the Understatement
Albums de The Last Shadow Puppets
Everything You've Come to Expect
(2016)
Singles
1. The Age of the Understatement
Sortie : 14 avril 2008
2. Standing Next to Me
Sortie : 7 juillet 2008
3. My Mistakes Were Made for You
Sortie : 20 octobre 2008

The Age of the Understatement est le premier album du groupe de rock indépendant britannique The Last Shadow Puppets. Il est sorti le 15 avril 2008.

## Liste des titres
Toutes les paroles sont écrites par Alex Turner et Miles Kane.
| 1.    | The Age of the Understatement | 3:07 |
| 2.    | Standing Next to Me           | 2:18 |
| 3.    | Calm Like You                 | 2:26 |
| 4.    | Separate and Ever Deadly      | 2:38 |
| 5.    | The Chamber                   | 2:37 |
| 6.    | Only the Truth                | 2:44 |
| 7.    | My Mistakes Were Made for You | 3:04 |
| 8.    | Black Plant                   | 3:59 |
| 9.    | I Don't Like You Anymore      | 3:05 |
| 10.   | In My Room                    | 2:29 |
| 11.   | Meeting Place                 | 3:55 |
| 12.   | The Time Has Come Again       | 2:22 |
| 35:10 |                               |      |

## Charts
| Chart (2016)                                | Position |
| ------------------------------------------- | -------- |
| Australie (ARIA)                            | 30       |
| Belgique                                    | 4        |
| Canada (Canadian Albums)                    | 65       |
| Danemark (Tracklisten)                      | 12       |
| France (SNEP)                               | 18       |
| Italie (FIMI)                               | 56       |
| Norvège (VG-lista)                          | 23       |
| Suède (Sverigetopplistan)                   | 34       |
| Royaume-Uni (UK Albums Chart)               | 1        |
| États-Unis (Billboard 200)                  | 111      |
| U.S. Billboard Top Heatseekers Chart        | 1        |
| U.S. Billboard Top Independent Albums Chart | 9        |